# Мурат
Мурад (арап. مراد), или у варијантама Мурат, Моурад, Морад и Мрад, је арапско, јерменско, азербејџанско, турско, курдско, персијско и пакистанско мушко име које се користи широм муслиманског и арапског света. 

## Етимологија
Изводи се из семитског трилатералног корена (р-в-д). Њено арапско значење може бити превршано преведено у жељено, жељен, пожељно, жудно, жељено или циљано.

## Име
- Име неколико османских султана
- Мурат I - султан од 1359 до 1389 год.
- Мурат II - султан од 1421 до 1444 и од 1446 до 1451 год.
- Мурат III - султан од 1574 до 1595 год.
- Мурат IV - султан од 1623 до 1640 год.
- Мурат V - султан 1876 год.